# Глебов, Андрей Александрович
Андрей Александрович Глебов (род. 8 марта 1980, Череповец, Вологодская область) — российский и белорусский хоккеист, защитник.

## Биография
Воспитанник череповецкого хоккея. Играл в низших российских лигах за команды «Северсталь-2» (1995/96 — 1998/99, 2000/01 — 2001/02), ХК ЦСКА (1999/2000), «Мотор» Заволжье (2000/01), «Кедр» Новоуральск (2001/02 — 2002/03). В сезоне 2000/01 Суперлиги провёл один матч за «Северсталь».
В 2003 году переехал в Белоруссию, где выступал за команды «Неман» Гродно (2003/04 — 2005/06, 2011/12, 2013/14), «Динамо» Минск (2006/07), «Керамин» Минск (2007/08 — 2009/10), «Гомель» (2013/14 — 2015/16). В сезоне 2012/13 играл в чемпионате Украины за клубы «Беркут» Киев и «Компаньон». В сезоне 2016/17 играл за команду ВХЛ-Б, после чего завершил карьеру.
Бронзовый призёр последнего юниорского чемпионата Европы 1998 года в составе сборной России. Участник чемпионата мира по хоккею с шайбой 2007 в Москве в составе сборной Белоруссии.
Чемпион (2007, 2008), серебряный (2011, 2012), бронзовый (2014, 2015, 2016) призёр чемпионата Белоруссии. Обладатель Кубка Белоруссии (2007, 2009).
Женат, есть сын.